# Wereldkampioenschappen zwemmen 2015 – 4×100 meter vrije slag mannen
De 4×100 meter vrije slag voor mannen op de wereldkampioenschappen zwemmen 2015 in Kazan vond plaats op 2 augustus 2015. Na afloop van de series kwalificeren de acht snelste ploegen zich voor de finale.

## Records
Voorafgaand aan het toernooi waren dit het wereldrecord en het kampioenschapsrecord
| Wereldrecord         | Verenigde Staten Michael Phelps Garrett Weber-Gale Cullen Jones Jason Lezak | 3.08,24 | Peking | 11 augustus 2008 |
| Kampioenschapsrecord | Verenigde Staten Michael Phelps Ryan Lochte Matt Grevers Nathan Adrian      | 3.09,21 | Rome   | 26 juli 2009     |

## Uitslagen

### Series
| Rang | Serie | Baan | Namen               | Land                                                                      | Tijd    | Bijz. |
| ---- | ----- | ---- | ------------------- | ------------------------------------------------------------------------- | ------- | ----- |
| 1    | 3     | 9    | Rusland             | Andrej Gretsjin Danila Izotov Vladimir Morozov Aleksandr Soechoroekov     | 3:12.46 |       |
| 2    | 2     | 2    | Brazilië            | Marcelo Chierighini Matheus Santana Bruno Fratus João de Lucca            | 3:13.99 |       |
| 3    | 2     | 6    | Italië              | Luca Dotto Marco Orsi Michele Santucci Filippo Magnini                    | 3:14.44 |       |
| 4    | 2     | 4    | Frankrijk           | Mehdy Metella Lorys Bourelly Fabien Gilot Clément Mignon                  | 3:14.53 |       |
| 5    | 2     | 8    | Japan               | Katsumi Nakamura Shinri Shioura Yuki Kobori Takuro Fujii                  | 3:14.76 |       |
| 6    | 3     | 6    | Canada              | Santo Condorelli Karl Krug Evan Van Moerkerke Yuri Kisil                  | 3:15.00 |       |
| 7    | 3     | 2    | Polen               | Paweł Korzeniowski Kacper Majchrzak Jan Holub Konrad Czerniak             | 3:15.18 |       |
| 8    | 3     | 8    | China               | Ning Zetao Lin Yongqing Xu Qiheng Yu Hexin                                | 3:15.47 |       |
| 9    | 2     | 0    | België              | Jasper Aerents Emmanuel Vanluchene Pieter Timmers Glenn Surgeloose        | 3:15.50 |       |
| 10   | 2     | 1    | Verenigd Koninkrijk | Calum Jarvis Ben Proud Robert Renwick Duncan Scott                        | 3:15.70 |       |
| 11   | 4     | 3    | Verenigde Staten    | Jimmy Feigen Anthony Ervin Matt Grevers Conor Dwyer                       | 3:16.01 |       |
| 11   | 4     | 7    | Duitsland           | Maximilian Oswald Steffen Deibler Marco di Carli Paul Biedermann          | 3:16.01 |       |
| 13   | 3     | 3    | Australië           | Tommaso D'Orsogna Kyle Chalmers Matthew Abood Ashley Delaney              | 3:16.34 |       |
| 14   | 4     | 5    | Griekenland         | Odyssefs Meladinis Kristian Golomeev Christos Katrantzis Andreas Vazaios  | 3:16.83 |       |
| 15   | 4     | 2    | Turkije             | Iskender Baslakov Doğa Çelik Kaan Turker Ayar Kemal Arda Gürdal           | 3:17.97 |       |
| 16   | 2     | 5    | Roemenië            | Marius Radu Daniel Macovei Alexandru Coci Robert Glinta                   | 3:18.13 |       |
| 17   | 4     | 1    | Israël              | Liran Konovalov Yakov Toumarkin Ziv Kalontarov David Gamburg              | 3:18.31 |       |
| 18   | 4     | 4    | Wit-Rusland         | Arseni Kukharau Anton Latkin Yauhen Tsurkin Artsiom Machekin              | 3:18.40 |       |
| 19   | 4     | 8    | Litouwen            | Simonas Bilis Mindaugas Sadauskas Povilas Strazdas Tadas Duškinas         | 3:20.15 |       |
| 20   | 3     | 1    | Egypte              | Omar Eissa Mohamed Khaled Marwan Elkamash Ali Khalafalla                  | 3:20.59 |       |
| 21   | 3     | 4    | Servië              | Ivan Lenđer Uroš Nikolić Andrej Barna Boris Stojanović                    | 3:21.21 |       |
| 22   | 4     | 6    | Estland             | Ralf Tribuntsov Kregor Zirk Martti Aljand Pjotr Degtjarjov                | 3:21.55 |       |
| 23   | 3     | 0    | Venezuela           | Cristian Quintero Albert Subirats Daniele Tirabassi Jesús López           | 3:21.80 |       |
| 24   | 4     | 0    | Zwitserland         | Alexandre Haldemann Nils Liess Jean-Baptiste Febo Nico van Duijn          | 3:22.61 |       |
| 25   | 3     | 7    | Mexico              | Alejandro Escudero Lorenzo Loria Mateo González Daniel Ramirez Carranza   | 3:23.49 |       |
| 26   | 4     | 9    | Oekraïne            | Vitali Alpatov Bogdan Plavin Illja Teslenko Andrij Hovorov                | 3:24.07 |       |
| 27   | 1     | 5    | Oezbekistan         | Daniil Toeloepov Daniil Boekin Aleksej Derljoegov Choersjidjon Toersoenov | 3:26.36 |       |
| 28   | 2     | 3    | Singapore           | Quah Zheng Wen Yeo Kai Quan Pang Sheng Jun Khoo Chien Yin Lionel          | 3:27.01 |       |
| 29   | 2     | 7    | Paraguay            | Charles Hockin Brusquetti Matias Lopez Renato Prono Ben Hockin            | 3:28.04 |       |
| 30   | 1     | 3    | India               | Aaron Agnel Dsouza Dsouza Virdhawal Khade Saurabh Sangvekar Sajan Prakash | 3:28.96 |       |
| 31   | 1     | 4    | Koeweit             |                                                                           | DNS     |       |
| 31   | 3     | 5    | Uruguay             |                                                                           | DNS     |       |

### Finale
| Rang   | Baan | Namen                                                                                  | Land      | Tijd    | Bijz. |
| ------ | ---- | -------------------------------------------------------------------------------------- | --------- | ------- | ----- |
| Goud   | 6    | Mehdy Metella Florent Manaudou Fabien Gilot Jérémy Stravius                            | Frankrijk | 3.10,74 |       |
| Zilver | 4    | Andrej Gretsjin Nikita Lobintsev Vladimir Morozov Aleksandr Soechoroekov Danila Izotov | Rusland   | 3.11,19 |       |
| Brons  | 3    | Luca Dotto Marco Orsi Michele Santucci Filippo Magnini                                 | Italië    | 3.12,53 |       |
| 4      | 5    | Marcelo Chierighini Matheus Santana Bruno Fratus João de Lucca                         | Brazilië  | 3.13,22 |       |
| 5      | 1    | Paweł Korzeniowski Kacper Majchrzak Jan Holub Konrad Czerniak                          | Polen     | 3.14,12 |       |
| 6      | 2    | Katsumi Nakamura Shinri Shioura Yuki Kobori Takuro Fujii                               | Japan     | 3.15,04 |       |
| 7      | 8    | Ning Zetao Yu Hexin Lin Yongqing Xu Qiheng                                             | China     | 3.15,41 |       |
| 8      | 7    | Santo Condorelli Yuri Kisil Karl Krug Evan Van Moerkerke                               | Canada    | 3.15,94 |       |